# Hugo Scheele
Hugo Scheele (* 15. Juni 1881 in Arnsberg; † 10. September 1960 in Greifswald) war ein deutscher Maler, Grafiker und Schriftsteller.

## Leben

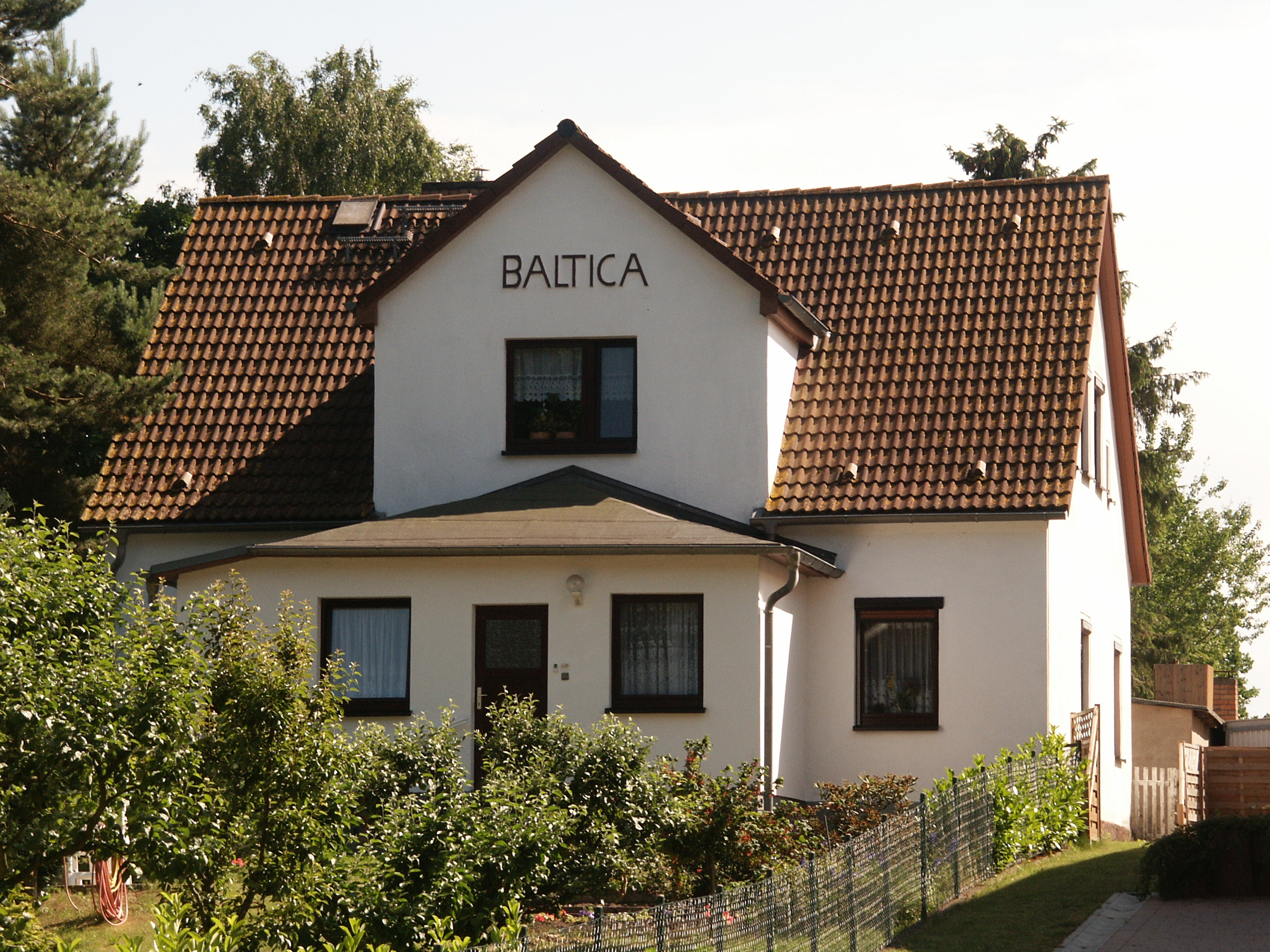
Villa Baltica 2007

Hugo Scheele wurde als Sohn des Rechtsanwaltes Carl Scheele (1850–1920) und dessen Ehefrau Elisabeth, geb. Seneca (1854–1915), in Arnsberg im Sauerland (Westfalen) geboren. Er hatte eine Schwester (Kete) und einen Bruder (Max). Die drei Kinder wurden streng im katholischen Glauben erzogen.
Hugo Scheele studierte zunächst Medizin in Leipzig. Es war aber sein Wunsch, Maler zu werden. Sein Vater stimmte schließlich zu und Hugo begann mit Mal- und Zeichenunterricht in Leipzig. Nebenher musste er noch Abendkurse an der Handelshochschule Leipzig belegen. Er ging dann nach Düsseldorf und Weimar, um dort Malerei zu studieren. In Weimar beendete er sein Studium 1908.
Nach dem Tod seines Vaters 1920 heiratete er Rosel Müller. Da sie der evangelischen Kirche angehörte, hatte der Vater seine Zustimmung zur Eheschließung stets verweigert. 1921 zogen Hugo und Rosel Scheele auf die Insel Usedom. Scheele hatte dort in Zempin einem verarmten Strandfotografen die Villa Baltica abgekauft. Sein Arzt hatte ihm nach schwerer Krankheit geraten, aufs Land zu ziehen.
Hugo Scheele hatte ein nicht unbeträchtliches Vermögen von seinem Vater geerbt und konnte sich deshalb uneingeschränkt der Malerei hingeben. Mit der Inflation war dieses Vermögen bald aufgezehrt und Hugo Scheele war gezwungen mit der Malerei den gemeinsamen Lebensunterhalt zu verdienen. Nebenher vermieteten sie Zimmer an Urlaubsgäste und richteten bald danach Ausstellungsräume ein. Hugo Scheele verkaufte seine Bilder und erhielt Nachbestellungen auch aus öffentlicher Hand. Dieses setzte sich nach dem Ende des Krieges fort. Er malte Ölbilder und Aquarelle. Er malte Landschaften, Geschichten aus dem Alltag der Fischer sowie Porträts und Karikaturen. Er beschäftigte sich auch mit dem Linol- und Holzschnitt. Besonders erwähnenswert sind die Aquarellpostkarten, die vielfach als Urlaubsgrüße verschickt wurden.
Scheele war 1945 in Schwerin auf der „Jahresschau 1945 der Kunstschaffenden aus Mecklenburg-Vorpommern“, 1946 auf der Allgemeinen Deutschen Kunstausstellung und 1953 auf der Dritten Deutschen Kunstausstellung in Dresden vertreten.
Hugo Scheele verstarb an den Folgen einer Operation. Seine Urne ruht in der Familiengrabstätte seiner Ehefrau auf dem Friedhof von Eisenach. Rosel verließ die DDR 1961 und zog nach Münster. Sie starb am 18. Juni 1977.

## Auszeichnungen
Hugo Scheele soll für den Villa-Romana-Preis vorgeschlagen worden sein. Er lehnte die Nominierung jedoch ab. Nach seinem Wunsch sollte der Preis stattdessen an einen bedürftigeren Künstler verliehen werden.

## Werke (Auswahl)
- Im Hafen (1951, Öl)[2][3]
- Landfrau von Usedom (Öl, 60 × 40 cm; 1953 auf der Dritten Deutschen Kunstausstellung)[4]
- Natternkopf (1951, Aquarell)[2][5]

## Ausstellungen
- 1937: Greifswald, Haus der Heimat („Graphik und Aquarelle“; Ausstellung des Pommerschen Künstlerbundes)
- 1946: Dresden, Allgemeine Deutsche Kunstausstellung
- 1953: Dresden, Dritte Deutsche Kunstausstellung

- Vereinshaus „Uns olle Schaul“[6]